# Cuphea riparia
Cuphea riparia är en fackelblomsväxtart som beskrevs av Erik Leonard Ekman och O. Schmidt. Cuphea riparia ingår i släktet blossblommor, och familjen fackelblomsväxter. Inga underarter finns listade i Catalogue of Life.